# 江ノ島臨海実験所

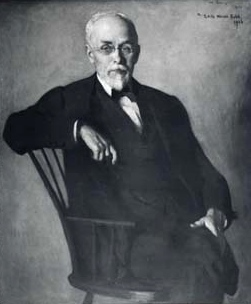
エドワード・S・モース

江ノ島臨海実験所（えのしまりんかいじっけんじょ）は、エドワード・S・モースが、主にシャミセンガイ研究のために神奈川県藤沢市江の島に、1877年（明治10年）に設置した、日本初の臨海研究施設。
六坪程度の漁師小屋を借りて設立した研究所であり、当時はアメリカ西海岸にも臨海実験所がなかったため、モース本人は「太平洋岸で唯一の動物学研究所」であったとしている。

## 設置期間
- 1877年（明治10年）7月17日 - 8月29日

## 所在地
- 藤沢市江の島1丁目76および77番[2]（同地の小屋を借りた。）

## 江の島臨海実験所に関する史跡
- 江の島の北部緑地に、設立の功績を讃えた碑が建立されている。
- 江の島の橋を渡ったところにある観光案内所の外壁に解説パネルが掲示されている。
- 江の島水族館及び改装後の新江ノ島水族館でモースの功績を紹介しており、ミドリシャミセンガイも展示されている。